# Unidad de Acción Rural
La Unidad de Acción Rural (UAR) es una unidad perteneciente a la Guardia Civil especializada en la lucha contra el terrorismo.

## Historia
La aparición del terrorismo en la década de los años 70 del siglo pasado y, muy particularmente, el incremento de las acciones de ETA, llevó a la Guardia Civil a la creación de nuevas Unidades para hacer frente a esta amenaza.
La Guardia Civil forma en el año 1978 dos Unidades para luchar contra el terrorismo, una especializada en el ámbito urbano y otra en el rural. La primera daría lugar a la Unidad Especial de Intervención. La segunda constituiría el germen de la actual Unidad de Acción Rural (UAR).
En la Comandancia Móvil de la Guardia Civil en Logroño (La Rioja) se seleccionaron 40 guardias civiles. Tras una formación muy especializada y la realización de un Curso de Combate en la Escuela Militar de Montaña y Operaciones Especiales del Ejército de Tierra se integran en la Unidad Antiterrorista Rural, germen del futuro Grupo Antiterrorista Rural (GAR), hoy Grupo de Acción Rápida (GAR).
La necesidad urgente de formar el personal el GAR llevó, a finales del año 1979, a concentrar a los aspirantes en unas instalaciones provisionales en Argamasilla de Alba (Ciudad Real). Las carencias se salvaron, a mediados del año 1980, con la creación en San Lorenzo de El Escorial (Madrid) del Centro de Adiestramientos Especiales (CAE).
El Teniente Coronel Jefe del CAE actuaría inicialmente como inspector del GAR, si bien poco tiempo después ambas Unidades se fueron desarrollando independientemente. En el año 1998 se volvió a ver la necesidad de unir lo doctrinal con lo operativo. A estos efectos se trasladó el CAE a las instalaciones del GAR en Logroño y creó como Unidad superior la Unidad de Acción Rural (UAR).

## Organización
La UAR, con base en Logroño (La Rioja), depende de la Jefatura de las Unidades Especiales y de Reserva, que a su vez depende del Mando de Operaciones de la Dirección Adjunta Operativa de la Guardia Civil.
La Unidad, al mando de un Coronel, tiene una Plana Mayor en donde se encuentran los servicios que dan apoyo al Grupo de Acción Rápida (GAR) y al Centro de Adiestramientos Especiales (CAE).

### Compañías
Se encuentran centradas en las tres provincias vascas y la Comunidad Foral de Navarra, mientras que su base se sitúa en Logroño. Las cuatro compañías son:
- 1ª Cía. Vizcaya.
- 2ª Cía. Guipúzcoa.
- 3ª Cía. Navarra.
- 4ª Cía. Álava.

## Misión
La misión, que se desarrolla a través der sus Unidades subordinadas, es doble, por un lado, la lucha contra elementos terroristas y la ejecución de operaciones que entrañen gran riesgo y requieran una reacción rápida, dentro y fuera del territorio nacional y, por otro, la especialización de su personal y la realización de los cursos y de las actividades formativas que se le encomiende. 

## Personal
Para acceder a la UAR, así como a sus Unidades subordinadas (GAR/CAE), es necesario la posesión del Diploma de Adiestramientos Especiales (ADE), expedido por el Centro de Adiestramientos Especiales. El personal que desee permanecer en la Unidad debe superar anualmente unas pruebas físicas y técnicas. Siendo causa general de baja no superar las pruebas anuales y, además para el personal operativo del GAR, al cumplir los 40 años de edad para los empleos de cabos y guardias civiles, y 45 años para los Suboficiales.

## Material
La Unidad cuenta con un material muy diverso para hacer frente a sus diferentes misiones.

## El Polígono para Fuerzas Especiales (PEFE)
El PEFE consiste en la construcción de unas nuevas instalaciones en Logroño (La Rioja) que permitirá el entrenamiento de los alumnos del CAE, así como personal de Unidades Especiales de la Guardia Civil (GAR, UEI, Agrupación de Reserva y de Seguridad, etc.). También se ha previsto que pueda ser utilizado por Unidades policiales y militares nacionales y extranjeras.
El PEFE contempla un campo de prácticas en el que se han realizado campos de tiro y pistas de conducción, estando previsto la edificación de un poblado, con su correspondiente torre de mando y control, que será un referente a nivel internacional.

## Hechos relevantes
Al margen de la actividad operativo y de enseñanza de sus Unidades, la Unidad ha sido objeto de muchas visitas, tanto nacionales, como extranjeras. Como hechos relevantes se destacan los siguientes:
- 2001 El Hermanamiento con el Centro Nacional de Entrenamiento de Fuerzas de Gendarmería ubicado en Saint Astier (Francia), lo que ha permitido el intercambio permanente de instructores y la realización de formación entre este Centro y el CAE.
- 2003 Visita del Presidente del Gobierno de España.
- 2005 SAR la Princesa de Asturias hizo entrega de una Bandera de combate.
- 2009 Visita de SM el Rey.
- 2011 Visita de SAR el Príncipe de Asturias.
- 2016 Concesión de la Medalla de La Rioja.[2]